# Paspalum dispar
Paspalum dispar är en gräsart som beskrevs av Mary Agnes Chase. Paspalum dispar ingår i släktet tvillinghirser, och familjen gräs. Inga underarter finns listade i Catalogue of Life.